# باول فينكلر (كاتب)
باول فينكلر (بالفرنسية: Paul Winkler)‏ هو ناشر وكاتب فرنسي، ولد في 7 يوليو 1898 في بودابست في المجر، وتوفي في 23 سبتمبر 1982 في مولن في فرنسا.